# Carla Espinosa
Carla Espinosa è un personaggio immaginario, interpretato da Judy Reyes, nella serie televisiva statunitense Scrubs - Medici ai primi ferri.

## Profilo
Carla Espinosa è un'infermiera che lavora all'ospedale Sacro Cuore.
È nata e cresciuta a Chicago, ma la sua famiglia proviene dalla Repubblica Dominicana. Nella versione spagnola Carla e la sua famiglia sono italiani (il cognome viene infatti mutato in Espinoza) e le loro scene in lingua spagnola vengono tradotte in italiano. Nella quinta stagione viene rivelato che ha 36 anni, il che suggerisce che è nata nel 1969 o nel 1970.
Carla ha iniziato a frequentare Christopher Turk nel primo episodio della serie e lo ha sposato alla fine della terza stagione. Date le sue origini parla correntemente lo spagnolo. Malgrado i migliori sforzi di Elliot, Carla inizialmente la detestava, anche se poi sono diventate migliori amiche. Di contro, lei ed il protagonista della serie J.D. (a cui si rivolge affettuosamente chiamandolo "Bambi") sono molto amici: è molto protettiva nei suoi confronti e prende spesso le sue difese quando il dottor Cox se la prende con lui senza alcun motivo.
Si dimostra molto spesso una "saputella" ed esprime il proprio parere su ogni questione anche e soprattutto quando questo non è richiesto. Questo atteggiamento è "la sua droga", come lei stessa ammette nella quinta stagione. Malgrado questa sua fisima personale tutti (compresi l'Inserviente, Cox e Kelso) devono rispettarla e nessuno può prendersi gioco di lei, poiché quando questo succede umilia il povero malcapitato davanti all'intero ospedale senza la minima esitazione, affermando la sua netta superiorità. L'unica persona che ha il coraggio di farglielo notare senza timore è Jordan, che le sottolinea tale difetto platealmente in faccia quando Carla ha criticato il suo rapporto con Perry. Inoltre, quando Elliot le fa notare che nessuno scherza con lei per paura delle sue ritorsioni verbali, Carla tenta di difendersi in maniera poco convinte affermando che gli amici hanno il suo permesso di prenderla in giro: ciò le si ritorce contro avendo messo i suoi colleghi nella posizione di elencarne i difetti, facendo particolare attenzione alle sopracitate abitudini, senza darle nemmeno la possibilità di difendersi. Inoltre, come la maggior parte del personale del Sacro Cuore, è particolarmente propensa ai pettegolezzi.
Durante la quinta stagione lei e Turk hanno provato a concepire un bambino: inizialmente i loro tentativi sono stati infruttuosi, ma poi è finalmente rimasta incinta verso la conclusione della stagione. Carla dà alla luce la sua bambina, Isabella; in seguito resta incinta per la seconda volta, infatti lei e Turk avranno un'altra figlia.
Ne La mia lista si apprende che Carla è un ex fumatrice e ha usato l'ipnosi per smettere. Nello stesso episodio J.D. rivela che l'appartamento in cui Carla e Turk risiedono si trova al 56 di Walnut Drive.
Ha due sorelle, una delle quali è una modella, e un fratello di nome Marco, che ha un rapporto molto conflittuale e basato su dispetti reciproci con Turk. Sua madre è morta nell'episodio La mia regina del dramma, nella seconda stagione, un lutto che la segnerà profondamente.
Una volta rivelò perché voleva fare il medico: nella sua famiglia nessuno dava retta a nessuno e quando era piccola sua madre si sentì male. Poco dopo arrivò un uomo che ordinò a tutti di spostarsi e tutti obbedirono; così lei, ammaliata, chiese a sua zia chi fosse quell'uomo e la zia rispose che si trattava di un medico. Da allora Carla volle fare il medico, ma non potendo pagarsi i costosi studi, come rivela alla psicologa «Alla fine ho fatto l'infermiera, tanto il lavoro vero lo facciamo noi!». Nonostante si mostri sempre sicura e padrona della situazione, oltre al fatto che è fiera di essere un'infermiera, proprio quando viene sminuita o sostituita come figura di riferimento si arrabbia molto e ne rimane delusa, infatti per lei è umiliante che la sua professione non viene ritenuta altrettanto importante o autorevole quanto quella del medico. Carla non è mai andata all'università, benché abbia tradito il desiderio di fare carriera si è sempre astenuta dal voler esplorare le sue potenzialità sul versante professionale (cosa che viene messa soprattutto in evidenza in Il mio primo passo) perché è consapevole che dedicarsi alla carriera porta a trascurare la vita privata, preferendo invece coltivare i legami affettivi e sentimentali al lavoro.
È mancina, inoltre a volte piange perché non sa se esiste il paradiso dei gatti, come confessa ad Elliot. Secondo Turk quando viene a conoscenza di un pettegolezzo particolarmente interessante rilascia una gocciolina di saliva dalla bocca. È molto fiera delle sue origini, tanto è vero che, a meno che non sia turbata da qualcosa, sogna in spagnolo.

## Rapporti con altri personaggi

### J.D.
Al contrario di molti medici con i quali ha lavorato, J.D. è simpatico a Carla, che si dimostra piuttosto protettiva nei suoi confronti (quasi materna, tanto che nelle prime stagioni lo soprannomina "Bambi") e più volte cerca di coprirgli le spalle.
Mentre Carla a volte protesta per il fatto che Turk e J.D. siano una coppia migliore di lei e Turk, non c'è mai stata rivalità reale fra di loro per contendersi l'attenzione di Turk e per consigliarlo nei momenti difficili. Durante un episodio Turk ha chiesto a J.D. di aiutarlo nel suo rapporto con Carla. Lei e J.D. hanno finito per ubriacarsi e scambiarsi un rapido bacio.

### Turk
Turk ha sposato Carla alla fine della terza stagione. Erano usciti assieme per quasi tutta la serie fino ad allora e il loro rapporto ha basi solide. Tuttavia, Carla ha frequentemente detto che desidererebbe molto che Turk la amasse tanto quanto ama J.D. tra l'altro Carla era inizialmente titubante nell'accettare la proposta di matrimonio di Turk nella seconda stagione, sia perché non ha mai provato molta simpatia per la carriera da chirurgo del marito (Carla infatti non sopporta i chirurghi perché li reputa solo degli arroganti), oltre che per la sua convinzione che lui non fosse abbastanza maturo per fare il grande passo, ma quando capisce che sebbene Turk non possa darle la vita perfetta che lei agognava, accetta la sua proposta quando prende atto che è l'uomo della sua vita.
Tra i due è indiscutibilmente lei a comandare: Turk non può permettersi di parlare male di lei in ospedale, anche in sua assenza, questo perché i colleghi (tutti timorati di Carla) sono sempre pronti a spiarlo e a riferirle tutto. A dispetto dei difetti di Carla, a prova di quanto l'amore che prova per la moglie sia sincero e profondo, Turk accetta ogni sfumatura del suo carattere anche quelle che per gli altri sono insopportabili, quali la sua propensione a essere critica e severa e le sue manie di controllo.
È molto gelosa, non sopporta l'idea che lui si avvicini a donne che appaiono più avvenenti di lei, addirittura per un breve periodo nella quarta stagione Carla e Turk si sono separati, dopo che la donna ha scoperto che il marito stava comunicando ancora con un'ex fidanzata senza dirle che era sposato. A seguito della terapia di coppia e di alcune discussioni con Turk e J.D., tuttavia, la coppia si è riappacificata e quasi immediatamente hanno cominciato a provare a concepire. Dopo tanti tentativi falliti avranno una bambina di nome Isabella e dopo aver avuto un'altra femmina dal nome sconosciuto, Carla decide di dimettersi dall'ospedale per occuparsi a tempo pieno delle figlie.

### Elliot
All'inizio della prima stagione (nei primi due episodi) Elliot e Carla si sono scontrate perché Elliot aveva un atteggiamento "da borghesuccia del Connecticut". Le due hanno però gradualmente migliorato il loro rapporto. Bill Lawrence, il creatore della serie, ha detto nei commenti del DVD che il rapporto tra i due personaggi ha rispecchiato il rapporto dal vivo tra Reyes e Chalke.
Nonostante siano ora buone amiche il loro rapporto non è ancora senza attrito: Carla a volte si risente del maniacale perfezionismo di Elliot, mentre quest'ultima si sente troppo giudicata dall'amica dato che Carla si comporta sempre da "saccente". Le due donne varie volte sono complici, per esempio Carla aiutò Elliot a racimolare del denaro trovandole un lavoro secondario in una clinica veterinaria, inoltre in un episodio le due hanno tentato di adescare un gigolò per una loro paziente, benché in entrambi i casi significasse trasgredire le regole ospedaliere.
Anche se Elliot non era nella lista degli ospiti invitati alle nozze di Carla e Turk, successivamente si è rivelata essere una damigella d'onore. In seguito, Carla ha affermato che ritiene più vicina Elliot che le proprie sorelle. Carla ha ammesso che Elliot è la sua migliore amica.

### Perry Cox
Il dottor Perry Cox ha avuto sempre un debole per Carla, poiché è l'unica a non impaurirsi davanti a lui. In un episodio viene detto che sono addirittura usciti assieme una volta. Carla rappresenta spesso la parte razionale di Perry, il quale anche se per orgoglio fatica ad ammetterlo, sa che spesso lei ha ragione quando lo critica per via del suo carattere chiuso e infantile. Entrambi quando hanno avuto paura della genitorialità, si sono sostenuti vicendevolmente: quando Carla ha confessato quanto era spaventata di essere una madre dopo avere guardato suo figlio, Cox l'ha consolata dicendole che sarebbe stata una madre formidabile, mentre Perry quando temeva che non sarebbe stato un padre affidabile avendo avuto Jack non più in giovane età è stata lei a fargli capire che proprio con il trascorrere degli anni lui ha acquisito la maturità necessaria per essere un bravo genitore.

### Ted
In molti episodi Carla è stata vista chiamare Ted, l'avvocato del Sacro Cuore, per farsi aiutare con questioni legali. Ted sembra essere innamorato di lei; lo ha ammesso una volta direttamente egli stesso (anche se lei non lo ha udito) e ha perfino chiesto se il suo rapporto con Turk fosse esclusivo. La band a cappella di Ted ("I poveri sfigati") ha anche cantato alle nozze di Carla e Turk. Nell'episodio La mia interpretazione Carla ha fatto un sogno erotico su Ted.

### L'Inserviente
Carla è probabilmente l'unica persona al mondo che l'Inserviente teme o almeno rispetta. L'Inserviente ha trattato male quasi ogni altra persona nell'ospedale - compreso il suo capo, Bob Kelso - ma non osa dire nulla a Carla dopo che lei gli ha risposto male ripetutamente davanti ad altri membri dell'ospedale. Il timore dell'Inserviente per Carla è iniziato quando lei ha minacciato di sottoporlo ad alimentazione forzata con una tazza di urina.

### Laverne
Carla era anche molto amica dell'infermiera Laverne Roberts e le due dimostrano subito di avere un forte legame di amicizia. Nell'episodio Il mio lungo addio Carla non vuole accettare la morte dell'amica e racconta che fu proprio lei ad aiutarla all'inizio della sua carriera di infermiera.